# Jorge González Ríos
Jorge González Ríos (San Miguel, Santiago, 6 de dezembro de 1964)  é um músico chileno que ganhou fama, na década de 1980, como vocalista, baixista, compositor, líder e mentor do grupo de pop-rock chileno Los Prisioneros, uma banda de letras rebeldes e políticas musicalmente orientado ao punk, ska, new wave e electropop. Sua carreira no Los Prisioneros e como artista solo o fazem ser considerado como um dos melhores compositores da música chilena, sendo comparado até mesmo com Victor Jara e Violeta Parra.
A banda "Los Prisioneros" também era formada em conjunto com Claudio Narea e Miguel Tapia, e, teve algumas música de sucesso como: "La Voz de Los 80", "Tren Al Sur", "El Baile de los que Sobran", "Mentalidad televisiva", "Nunca quedas mal con nadie", "Latinoamérica es un pueblo al sur de Estados Unidos", "Paramar", "Muevan las industrias", "¿Por qué no se van?", "Quieren dinero", "We are sudamerican rockers", "Pa pa pa", "Corazones rojos" y "Estrechez de corazón".